# Северо-Западная жизнь
Се́веро-За́падная жизнь — газета, выходившая в Северо-Западном крае с 1 января 1911 по 5 сентября 1915 (с 1 января по 10 августа 1911 называлась «Белору́сская жизнь»).

## История
Газету основал Лукьян Михайлович Солоневич, бывший сельский учитель Пружанского уезда Гродненской губернии. Работая учителем, он писал заметки и статьи в различные газеты края, и его журналистская деятельность была замечена Петром Столыпиным (тогда — губернатор Гродненской губернии), который помог ему с переездом в город, где Лукьян Михайлович через некоторое время основал свою газету.
Лукьян Михайлович был отцом известного мыслителя Ивана Солоневича, и именно в его газете Солоневич-младший публиковал свои первые статьи. Газета стояла на позициях монархизма, западноруссизма, разделяла взгляды русских националистов. По воспоминаниям И. Л. Солоневича, ему несколько раз приходилось оборонять свою типографию от еврейских революционеров, причём в одном случае дело дошло до стрельбы.
Всего вышло около 110 номеров. Сначала выходила в Вильно, с 3 мая 1912 — в Гродно, с 9 марта 1913 — в Минске.

## Авторы и сотрудники
- Александр Пщёлко
- Дорофей Бохан